# DOOM (映画)
『DOOM』（ドゥーム、Doom）は、2005年に公開されたアメリカ合衆国とチェコとドイツとイギリスの合作による映画。シューティングゲームの『Doom 3』を原作としている。主演はザ・ロック、カール・アーバン。
アメリカ合衆国では2005年10月21日に公開され、週末興行成績で初登場1位になった。

## あらすじ
2026年、ネバダ州の砂漠を調査中の考古学者が火星の古代都市への通路を発見。それはアークと呼ばれた。しかし、発見から20年経ってもそれがなぜ作られ、そしてそれほどの技術を持つ文明が滅びたかは謎のままだった。
事件の始まりは火星にあるユニオン宇宙社オルドゥヴァイ研究所からの救護要請だった。状況把握と安全回復、そして場合によってはすべてを掃討するという任務に任命されたのは、カリフォルニア海兵隊特殊作戦本部RRTS（緊急対応戦略部隊）の精鋭メンバ−8人。リーダーはサージ、チームにはリーパーのほか、デューク、デストロイヤー、マック、ポートマン、ゴート、そして今回が初任務のキッドが選ばれた。
そして部隊はネバダ州アーク基地から分子操作装置によって火星へと転送される。火星に到着したRRTSはまず現地のアーク室を封鎖、地球へは誰も戻れない厳戒態勢を敷く。その後、部隊は施設のデータ回復役兼案内係のサマンサとともに、研究所の調査を始める。

## キャスト
| 役名                         | 俳優                     | 日本語吹替 |
| ---------------------------- | ------------------------ | ---------- |
| サージ（軍曹）               | ザ・ロック               | 石塚運昇   |
| ジョン・グリム（リーパー）   | カール・アーバン         | 堀内賢雄   |
| サマンサ・グリム博士（サム） | ロザムンド・パイク       | 佐々木優子 |
| ディーン・ポートマン伍長     | リチャード・ブレイク     | 牛山茂     |
| デューク                     | ラズ・アドティ           | 天田益男   |
| デストロイヤー               | デオピア・オパレイ       |            |
| ゴート                       | ベン・ダニエルズ         | 宮内敦士   |
| マック                       | ヤオ・チン               |            |
| キッド                       | アル・ウィーバー         | 杉山大     |
| ピンザロスキー（ピンキー）   | デクスター・フレッチャー | 鳥海勝美   |
| カーマック博士               | ロバート・ラッセル       | 中博史     |

## スタッフ
- 監督 - アンジェイ・バートコウィアク
- 製作総指揮 - ジョン・D・スコフィールド
- 脚本 - デビット・キャラハム、ウェズリー・ストリック
- 音楽 - クリント・マンセル
- 視覚効果 - ダブル・ネガティブ